# بلاکچین دات کام
بلاکچین دات کام ( Blockchain.com ، قبلاً Blockchain.info)(به فارسی: بلاکچین دات کام، بلاکچین دات اینفو) یک شرکت خدمات مالی رمزارز است. این شرکت کارش را به عنوان نخستین کاوشگر زنجیره‌بلوک بیت‌کوین در سال ۲۰۱۱ آغاز کرد؛ بدنبال آن کیف پول رمزارزی ساخت که بین سال‌های ۲۰۱۲ تا ۲۰۲۰، ۲۸ درصد از تراکنش‌های بیت‌کوین را به خود اختصاص می‌داد. همچنین یک صرافی رمزارز را مدیریت کرده و به بازارهای نهادی کسب و کار وام‌دهی و داده‌ها، نمودارها و تجزیه و تحلیل‌ها ارائه می‌کند.

## امور شرکت‌های بزرگ
بلاکچین دات کام یک شرکت خصوصی است. این شرکت توسط مدیرعامل پیتر اسمیت، یکی از سه بنیانگذار آن، رهبری می‌شود. اعضای هیئت مدیره شرکت عبارتند از: اسمیت؛ بنیانگذار نیکلاس کری؛ آنتونی جنکینز؛ جیم مسینا، معاون سابق رئیس ستاد برای باراک اوباما، و جرمی لیو، شریک در شرکای سرمایه گذاری لایت اسپید.
بین سال‌های ۲۰۱۲ تا فوریه ۲۰۲۱، این شرکت در مجموع ۱۹۰ میلیون دلار سرمایه‌گذاری خطرپذیر جذب کرد. در مارس ۲۰۲۱، ۳۰۰ میلیون دلار سرمایه‌گذاری اضافی را جذب کرد. سرمایه گذاران این شرکت عبارتند از شرکای دی‌اس‌تی گلوبال، لایت‌اسپید ونچور پارتنرز، وی‌وای کپیتال، جی‌وی، بیلی گیفورد، کلاوس هوملز، صنایع الدریج، کایل باس، اکسس اینداستریز، سرمایه‌گذاری استراتژیک مور و مشاوران رویدا.

## تاریخ
Blockchain.info توسط بن ریوز در سال ۲۰۱۱ تأسیس شد. او وب سایتی راه اندازی کرد که می‌توانست برای ردیابی تراکنش‌های بیت‌کوین استفاده شود. این وب‌سایت یک بلاک کاوشگر بود، وب‌سایتی که به کاربران بیت‌کوین اجازه می‌داد در صورت داشتن کد درهم شناساننده برای تراکنش، جزئیات تراکنش‌های عمومی ارزهای دیجیتال را ببینند.
در اوایل سال ۲۰۱۲، ریوز و برایان آرمسترانگ، یکی از بنیانگذاران صرافی ارزهای دیجیتال کوین‌بیس، برای کلاس تابستانی وای کامبینیتر درخواست دادند. آنها یک پلتفرم پرداخت برای بیت‌کوین پیشنهاد کردند که در آن کاربران می‌توانستند یک کیف پول دیجیتالی نگه دارند، ارزهای دیگر را با بیت‌کوین با هزینه درصدی مبادله کنند و پرداخت‌ها را با بیت‌کوین انجام دهند. به دلیل نظرات متفاوت آنها قبل از حضور در Y Combinator راه خود را از هم جدا کردند. ریوز می‌خواست پلتفرمی ایجاد کند که در آن کاربران دسترسی به اطلاعات بیت‌کوین خود را کنترل کنند، در حالی که آرمسترانگ احساس می‌کرد که پلتفرم باید حضانت کیف پول کاربران را حفظ کند. پس از جدایی از آرمسترانگ، ریوز به کار در Blockchain.info ادامه داد.
از سال ۲۰۱۳ تا ۲۰۱۴، پایگاه کاربران بلاک چین از ۱۰۰۰۰۰ کاربر کیف پول در اوایل سال ۲۰۱۳ به ۱٫۵ میلیون کاربر در آوریل ۲۰۱۴ افزایش یافت تا سال ۲۰۱۴، Blockchain.com محبوب‌ترین کیف پول بیت‌کوین بود و توسط نیکلاس کری به عنوان مدیر عامل رهبری می‌شد. دو شرکت ZeroBlock در سال ۲۰۱۳ و RTBTC در اوایل سال ۲۰۱۴ را خریداری کرده بود که از طریق آنها خدمات تجزیه و تحلیل داده‌ها را اضافه کرد و این خدمات را زیر یک چتر گرد هم آورد. در دسامبر ۲۰۱۳، Blockchain.com ZeroBlock، اپلیکیشنی برای قیمت گذاری بیت‌کوین را خریداری کرد. سال بعد، پلتفرم تجزیه و تحلیل داده RTBTC را خریداری کرد. این فناوری RTBTC را با خدمات موجود خود ادغام کرد و یک پلتفرم را ایجاد کرد که کیف پول رمزنگاری، قیمت گذاری و تجزیه و تحلیل و کاوشگر ارزهای دیجیتال را ارائه می‌دهد.
در فوریه ۲۰۱۴، Apple Inc. برنامه Blockchain.com را از فروشگاه App iOS حذف کرد که باعث اعتراض عمومی در جامعه بیت‌کوین، به ویژه در جامعه ردیت شد. در آن زمان، این تنها برنامه کیف پول بیت‌کوین بود که برای کاربران اپل در دسترس بود، زیرا اپل دیگر برنامه‌ها را حذف یا رد کرده بود. در جولای ۲۰۱۴، اپل برنامه Blockchain.com را مجدداً راه اندازی کرد.
در سال ۲۰۱۴، پیتر اسمیت به عنوان مدیرعامل به تیم مؤسس پیوست. سه بنیانگذار، ریوز، کری و اسمیت در آپارتمان ریوز در یورک کار می‌کردند و زمانی که سرمایه‌گذار بیت‌کوین راجر ور سرمایه اولیه را تأمین کرد، شرکت را به‌طور رسمی تأسیس کردند. تا اکتبر ۲۰۱۴، ۲٫۳ میلیون کیف پول مصرف‌کننده داشت و ۳۰٫۵ میلیون دلار در اولین دور جمع‌آوری سرمایه خارجی خود با سرمایه گذارانی از جمله Lightspeed Venture Partners و Mosaic Ventures جمع‌آوری کرد. این بزرگ‌ترین دور تأمین مالی در بخش ارزهای دیجیتال در آن زمان بود. مجمع جهانی اقتصاد این شرکت را به عنوان یکی از پیشگامان فناوری در سال ۲۰۱۶ معرفی کرد. در سال ۲۰۱۷، این شرکت دور دوم جمع‌آوری سرمایه را انجام داد. ۴۰ میلیون دلار سرمایه در ژوئن بسته شد و ارزش شرکت ۲۸۰ میلیون دلار بود.
در سال ۲۰۱۸، بلاک چین شروع به فروش خدمات برای ارزهای دیجیتال سازمانی کرد. در جولای ۲۰۱۹، Blockchain.com صرافی ارزهای دیجیتال خود را راه اندازی کرد و آن را سریعتر از سایرین تبلیغ کرد. در سپتامبر ۲۰۲۰، این شرکت به ائتلاف برای عدالت برنامه پیوست که هدف آن مذاکره برای شرایط بهتر برای گنجاندن برنامه‌ها در فروشگاه‌های برنامه است. در اواسط سال ۲۰۱۸، این شرکت Tsukemen، یک شرکت استارتاپ توسعه اپلیکیشن مستقر در سانفرانسیسکو را خریداری کرد.
در سال ۲۰۲۰، این شرکت ۳۱ میلیون کاربر داشت و تا سال ۲۰۲۱، ۶۵ میلیون کیف پول Blockchain.com و ۲۸٪ از تراکنش‌های بیت‌کوین از سال ۲۰۱۲ توسط کیف پول Blockchain.com آغاز یا دریافت شده‌است. در فوریه ۲۰۲۱، Blockchain.com یک دور سرمایه‌گذاری ۱۲۰ میلیون دلاری از سرمایه گذارانی از جمله سرمایه‌گذاری‌های استراتژیک مور، کایل باس، اکسس اینداستریز، مشاوران رویدا، شرکای سرمایه‌گذار لایت‌اسپید، جی‌وی، کلاوس هوملز و صنایع الدریج جمع‌آوری کرد. با احتساب دورهای قبلی سرمایه‌گذاری خطرپذیر، این شرکت در مجموع ۱۹۰ میلیون دلار جمع‌آوری کرده بود. یک ماه بعد، این شرکت یک دور جمع‌آوری کمک مالی ۳۰۰ میلیون دلاری دیگر را اعلام کرد. یک سوم از مبلغ جمع‌آوری شده توسط شرکت سرمایه‌گذاری بیلی گیفورد تأمین شد که ۱۰۰ میلیون دلار سرمایه‌گذاری کرد. بر اساس دور جمع‌آوری سرمایه، ارزش شرکت ۵٫۲ میلیارد دلار بود.
در سال ۲۰۲۲، مدیر عامل Blockchain.com به سهامداران نامه نوشت و به آنها اطلاع داد که Three Arrows Capital به سرعت ورشکسته می‌شود به معنای تأثیر پیش فرض ۲۷۰ میلیون دلاری ارزهای دیجیتال و وام‌های دلاری آمریکا به Blockchain.com است. این شرکت ۲۵ درصد از کارکنان خود، حدود ۱۵۰ نفر را در

## محصولات و خدمات
Blockchain.com به عنوان یک شرکت ارزهای دیجیتال، بستری را برای نگهداری، استفاده، مدیریت رمزدارایی‌ها و کاوش در تراکنش‌های ارزهای دیجیتال فراهم می‌کند. همچنین استانداردها و زیرساخت‌های خدمات مالی را برای ارزهای دیجیتال توسعه می‌دهد. پلتفرم این شرکت داده‌های بازار و تجزیه و تحلیل را ارائه می‌دهد. این ارز دیجیتال از اهداف غیرمتمرکز و ناشناس بودن رمزارز پیروی می‌کند. برخی از محصولات کریپتوکارنسی آن توسط کاربر نهایی مدیریت می‌شوند و توسط خود Blockchain.com قابل دسترسی نیستند.
محصولات اصلی آن کیف پول رمزنگاری، صرافی، بلاک کاوشگر و بازارهای نهادی ارائه می‌شوند.

### کیف پول
این شرکت یک کیف پول رمزنگاری میزبانی شده ارائه می‌دهد که روشی برای ذخیره ارز دیجیتال در یک فایل دیجیتالی است که می‌توان به صورت آنلاین به آن دسترسی داشت. کیف پول را می‌توان با ارزهای دیجیتال و استیبل کوین‌های مختلف استفاده کرد. از کیف پول‌های آن می‌توان برای ارسال و دریافت تراکنش‌های ارز دیجیتال و همچنین مبادله بین ارزهای دیجیتال مختلف استفاده کرد. Blockchain.com دارای یک کیف پول غیر حضانت است، به این معنی که به‌طور کامل توسط کاربر کنترل می‌شود و شرکت به داده‌های کیف پول دسترسی ندارد. کاربران با یک کلید خصوصی به کیف پول خود دسترسی پیدا می‌کنند، عبارت بازیابی که فقط برای کاربر شناخته شده‌است.

### تبادل
صرافی ارز دیجیتال به تبدیل دارایی‌های دیجیتال شما به پول و پول به دارایی دیجیتال کمک می‌کند. آنها مانند یک دلال سهام کار می‌کنند. این شرکت دارای یک صرافی است که به کاربران خود امکان خرید، فروش و تجارت ارزهای دیجیتال را می‌دهد. علاوه بر این، رابط کاربری صرافی می‌تواند توسط معامله گران سفارشی شود تا بسته به سطح تجربه آنها، اطلاعات مرتبط را به آنها نشان دهد.

### کسب و کار بازارهای نهادی
Blockchain.com علاوه بر خدمات خود برای افراد، خدمات مالی مبتنی بر ارز دیجیتال را نیز به سرمایه گذاران نهادی ارائه می‌دهد. کسب و کار بازارهای نهادی این شرکت وام، استقراض، تجارت و نگهداری دارایی‌های مالی را به ارزهای دیجیتال ارائه می‌کند. همچنین معاملات خارج از بورس را برای معامله گران بزرگ انجام می‌دهد و به عنوان یک کارگزار برای خصوصی نگه داشتن معاملات و جلوگیری از نوسانات قیمت بر اساس دانش بازار از معاملات عمل می‌کند.

### کاوشگر
این شرکت یک کاوشگر بلاک چین را اجرا می‌کند که به کاربر اجازه می‌دهد تراکنش‌های عمومی ارزهای دیجیتال و اطلاعات مرتبط را ببیند. این به هر کسی که کد هش تراکنش را دارد اجازه می‌دهد آدرس کیف پول‌هایی را که تراکنش از آن‌ها ارسال و دریافت شده است، میزان تراکنش و میزان کارمزد را ببیند. از این ابزار می‌توان برای تجزیه و تحلیل فعالیت تراکنش‌ها، داده‌های ارزهای دیجیتال و تجزیه و تحلیل استفاده کرد. این شرکت در سرویس رایگان تبلیغ می‌فروشد.